# Zeghanghane
Zeghanghane è una città del Marocco, nella provincia di Nador, nella Regione Orientale.
La città è anche conosciuta come Azgangān. La località (il cui nome indigeno è Zghenghen), popolata dagli Ayt Buyefrur, costituisce il punto di inchiesta n° 119 nell'Atlante linguistico del Rif (Lafkioui 2007).